# Robert Corey
Robert Corey (19 agosto 1897 – 23 aprile 1971) è stato un biochimico statunitense.
È ricordato soprattutto per il suo aiuto a Linus Pauling nella scoperta delle due fondamentali strutture secondarie delle proteine, α-elica e β-foglietto, nel 1951.